# Мянсельга (деревня)
Мя́нсельга (карел. Mänšel’g) — деревня в составе Кедрозерского сельского поселения Кондопожского района Республики Карелия Российской Федерации.

## Общие сведения
Деревня расположена на водоразделе между заливами Онежского озера — Лижемской и Кондопожской губами.
Сохраняется памятник архитектуры — деревянная часовня Казанской иконы Божией Матери XVIII века.

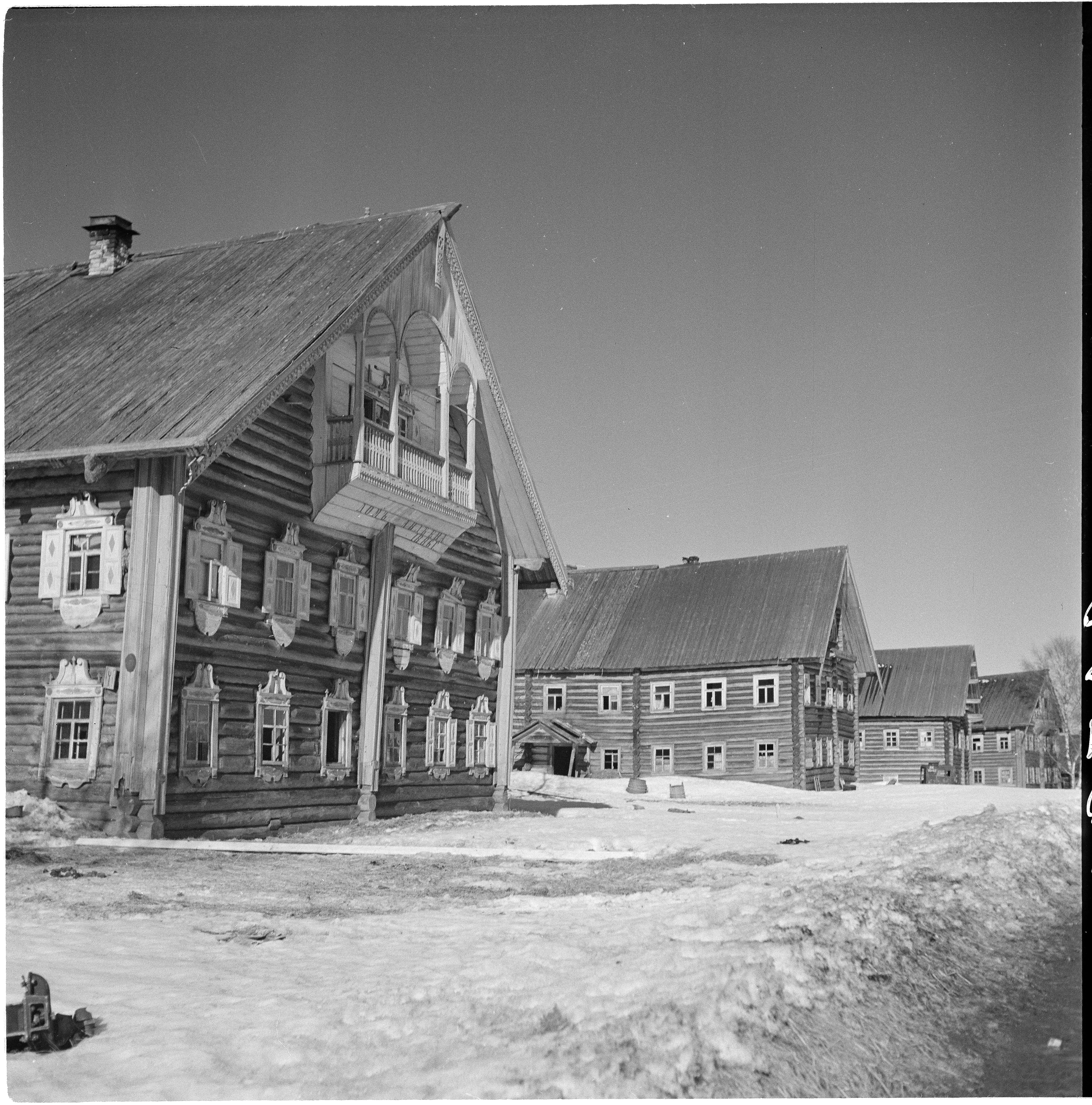
Улица в деревне в 1942 году
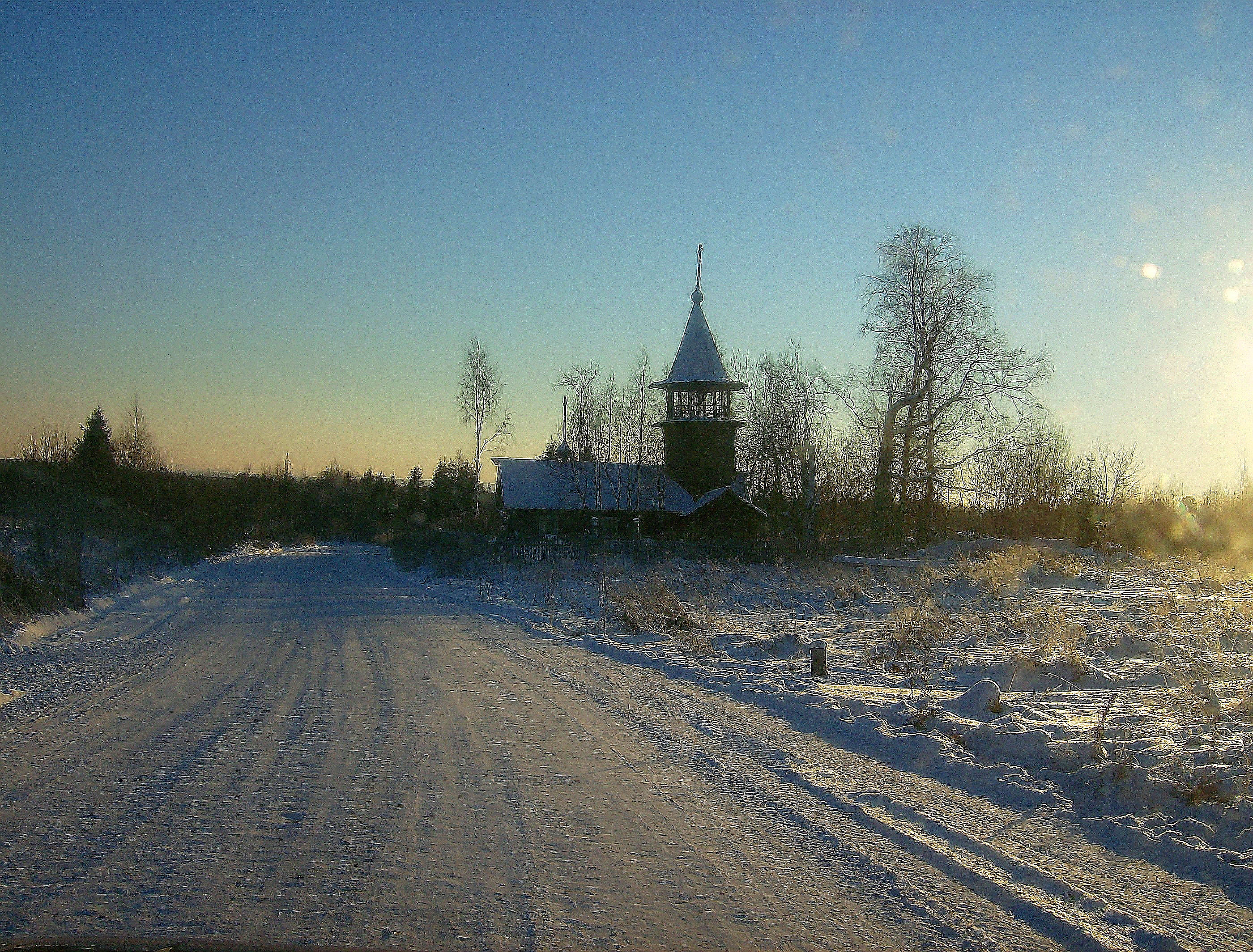
Часовня, ноябрь 2007
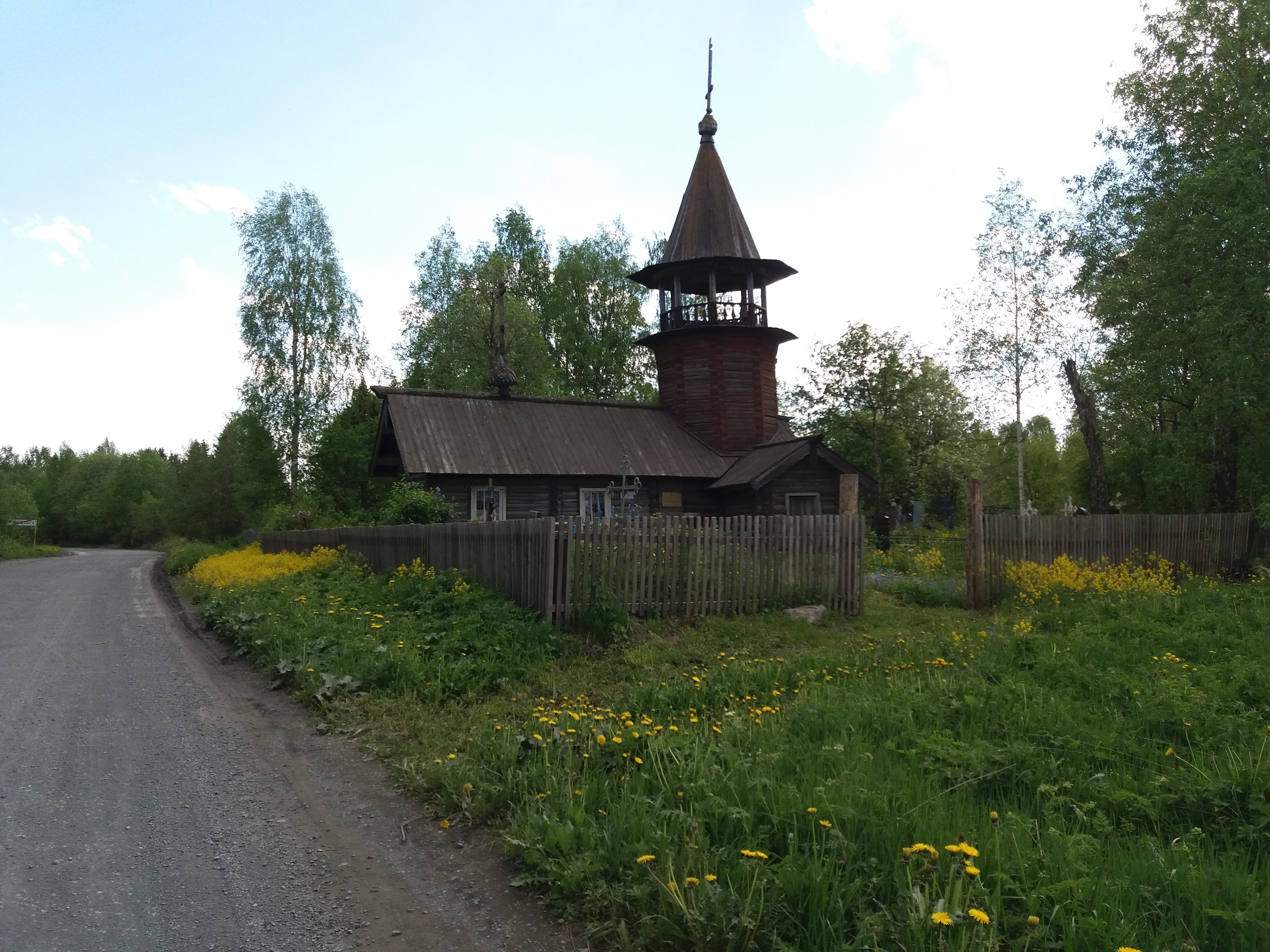
Часовня, июнь 2020

## Население
Численность населения в 1905 году составляла 116 человек.
| 2002 | 2009 | 2010 | 2013 |
| ---- | ---- | ---- | ---- |
| 11   | ↘3   | ↗5   | ↗8   |

## Известные уроженцы
Сергин В. В. (1936—1998) — поэт, прозаик, заслуженный работник культуры Карельской АССР (1988).